# Christian Schmidt (Brauer)
Christian Schmidt (* 1832 in Machstadt, Königreich Württemberg; † 1895 in Philadelphia) war ein deutscher Brauer und Präsident der unter dem Namen Christian Schmidt Brewing Company bekannt gewordenen Brauerei.

## Biographie
Schmidt lernte das Brauereihandwerk in Stuttgart, emigrierte 1850 in die USA und ließ sich 1851 in Philadelphia im Bundesstaat Pennsylvania nieder, wo er in verschiedenen Brauereien arbeitete. 1859 nahm er eine Anstellung in der Brauerei Robert Coutrennay’s an und wurde zwei Jahre später dessen Geschäftspartner.
1863 übernahm er die Brauerei und benannte sie in Christian Schmidt, Kensington Brewery um. Zwischen den 1880er- und 1890er-Jahren stieg der Jahresausstoß dieser Brauerei um das Zehnfache. Schmidt führte daraufhin seine Söhne Henry C., Edward A. und Frederick W. in das Unternehmen ein, welches daraufhin in C. Schmidt & Sons umfirmiert wurde.
Schmidt verstarb 1895, sein Sohn Edward übernahm die Leitung der Brauerei. Die Schmidt-Brauerei wuchs in den folgenden Jahrzehnten weiterhin, überstand die Prohibition und expandierte landesweit. 1987 wurde sie an die G. Heileman Brewing Company verkauft und geschlossen, der Brauereikomplex 2002 abgerissen.